# Тимірязево (Славський район)
Тимірязево (рос. Тимирязево) — селище Славського району, Калінінградської області Росії. Входить до складу Тимірязевського сільського поселення.
Населення — 1227 осіб (2015 рік).

## Населення
| 2002 | 2010  | 2011  |
| ---- | ----- | ----- |
| 1105 | ↗1158 | ↗1227 |